# Chloridolum vicinum
Chloridolum vicinum är en skalbaggsart som först beskrevs av Maurice Pic 1932.  Chloridolum vicinum ingår i släktet Chloridolum och familjen långhorningar. Inga underarter finns listade i Catalogue of Life.